# Бюстенс-Ириберри
Бюсте́нс-Ириберри́ (фр. Bustince-Iriberry) — коммуна во Франции, находится в регионе Новая Аквитания. Департамент — Атлантические Пиренеи. Входит в состав кантона Монтань-Баск. Округ коммуны — Байонна.
Код INSEE коммуны — 64155.

## География

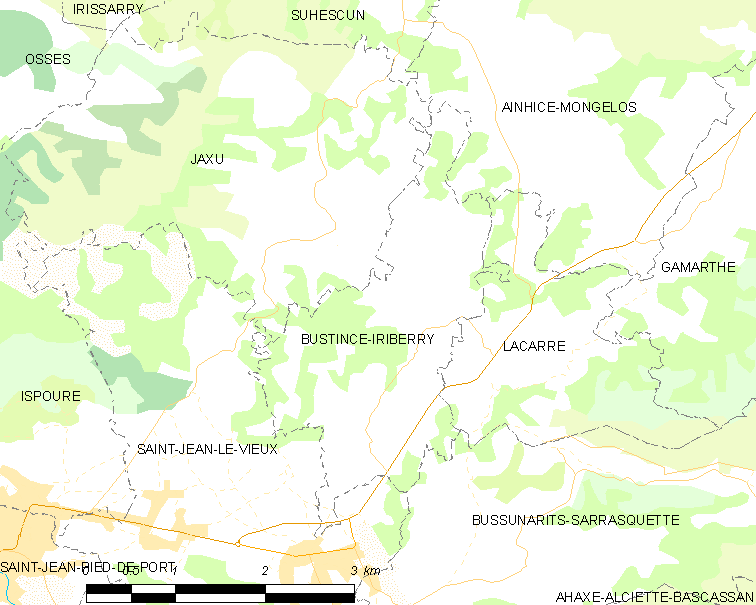
Карта коммуны

Коммуна расположена приблизительно в 690 км к юго-западу от Парижа, в 190 км южнее Бордо, в 70 км к западу от По.
По территории коммуны протекает река Арзюбико.

### Климат
Климат тёплый океанический. Зима мягкая, средняя температура января — от +5°С до +13°С, температуры ниже −10 °C бывают редко. Снег выпадает около 15 дней в году с ноября по апрель. Максимальная температура летом порядка 20-30 °C, выше 35 °C бывает очень редко. Количество осадков высокое, порядка 1100 мм в год. Характерна безветренная погода, сильные ветры очень редки.

## Население
Население коммуны на 2010 год составляло 93 человека.
| 1962 | 1968 | 1975 | 1982 | 1990 | 1999 | 2010 |
| ---- | ---- | ---- | ---- | ---- | ---- | ---- |
| 138  | 138  | 115  | 112  | 111  | 94   | 93   |

## Администрация
| Период | Период | Фамилия      | Партия | Примечания |
| ------ | ------ | ------------ | ------ | ---------- |
| 1995   | 2020   | Анри Энчоспе |        |            |

## Экономика
В 2010 году среди 64 человек трудоспособного возраста (15-64 лет) 46 были экономически активными, 18 — неактивными (показатель активности — 71,9 %, в 1999 году было 65,5 %). Из 46 активных жителей работали 41 человек (24 мужчины и 17 женщин), безработных было 5 (1 мужчина и 4 женщины). Среди 18 неактивных 3 человека были учениками или студентами, 7 — пенсионерами, 8 были неактивными по другим причинам.

## Достопримечательности
- Церковь Успения Божьей Матери (XI—XIII века)[4]
- Церковь Св. Винсента (XV век)[5]

## Фотогалерея

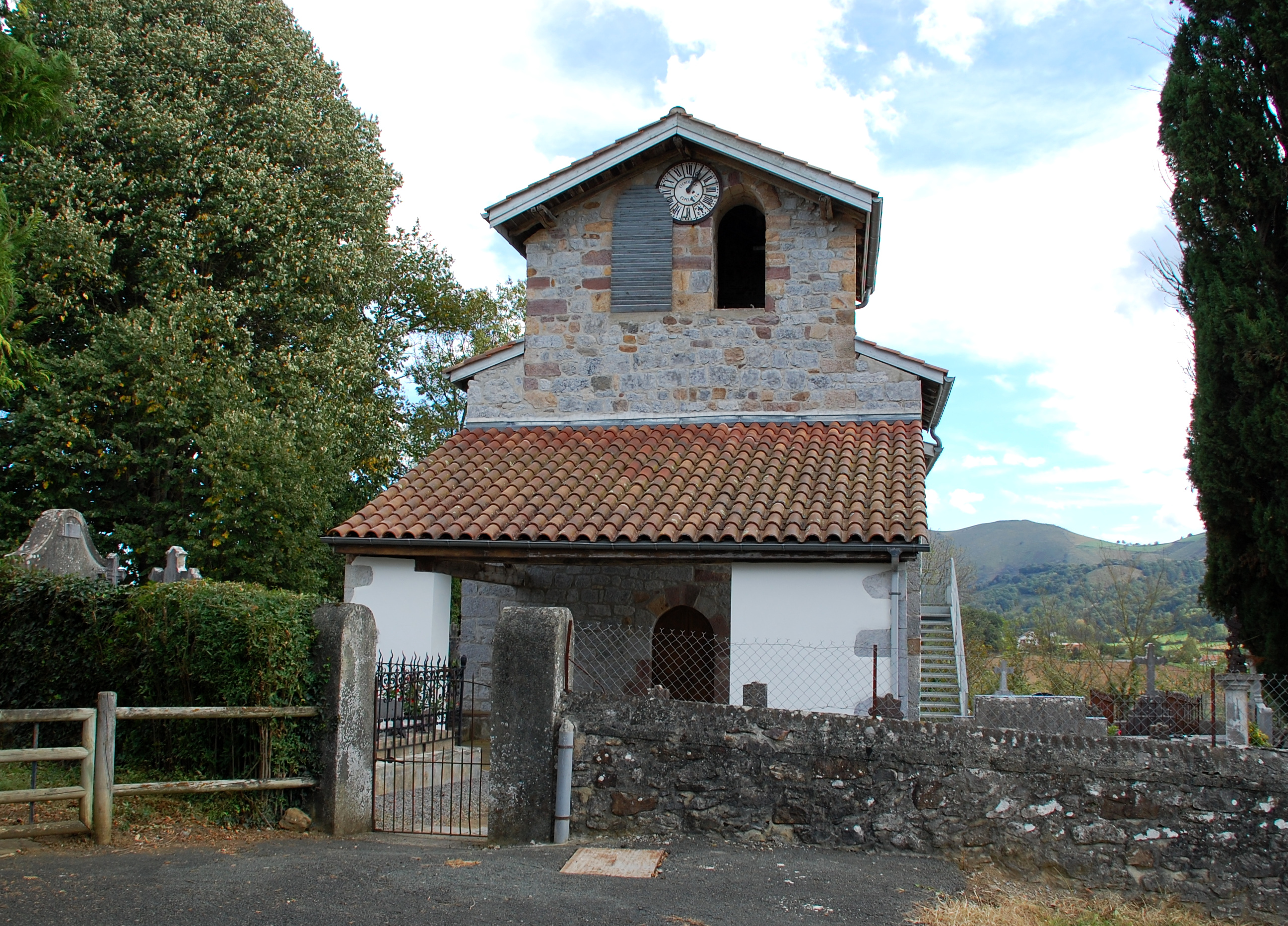
Церковь Успения Божьей Матери
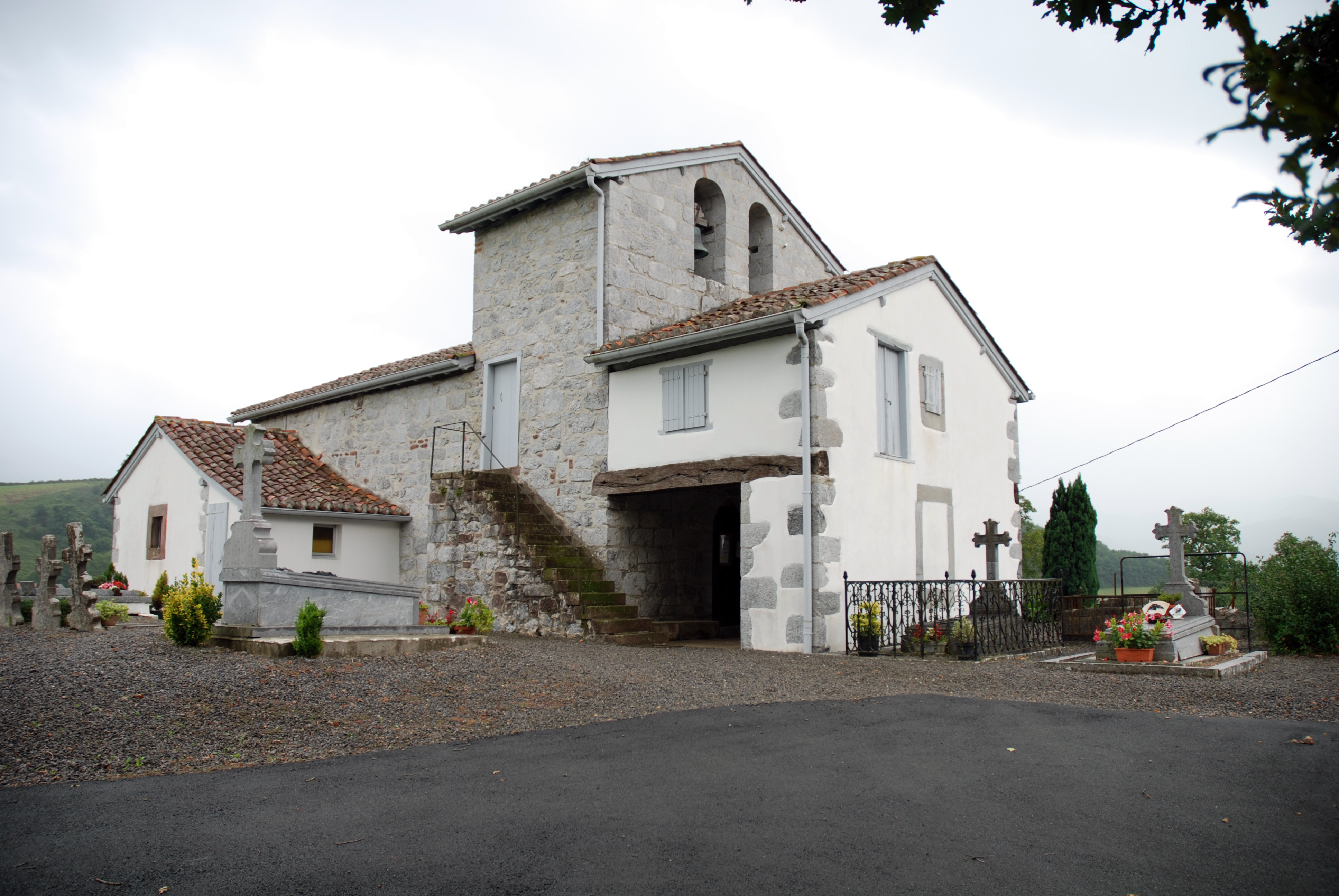
Церковь Св. Винсента
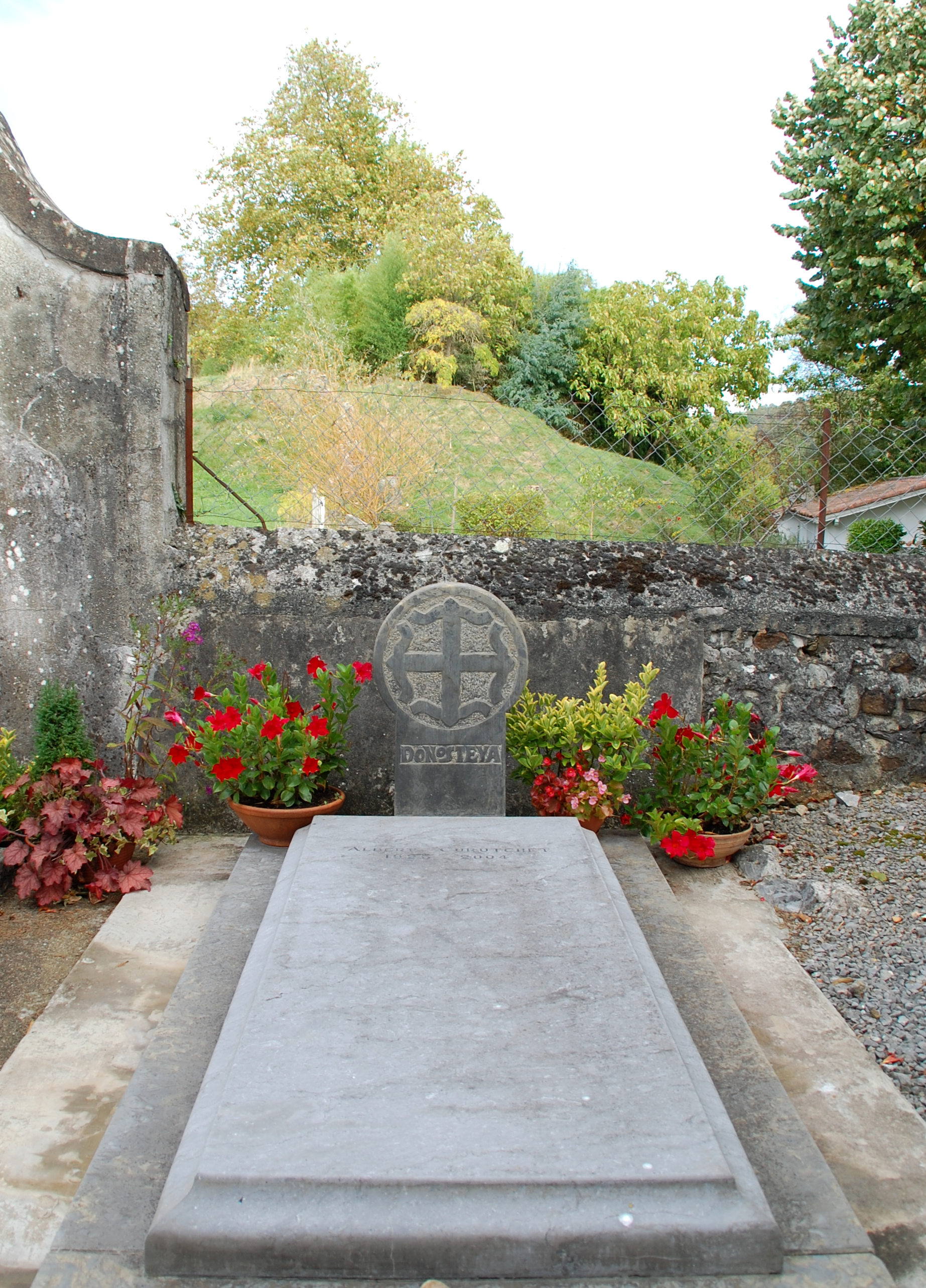
Современная стела дома Доностея
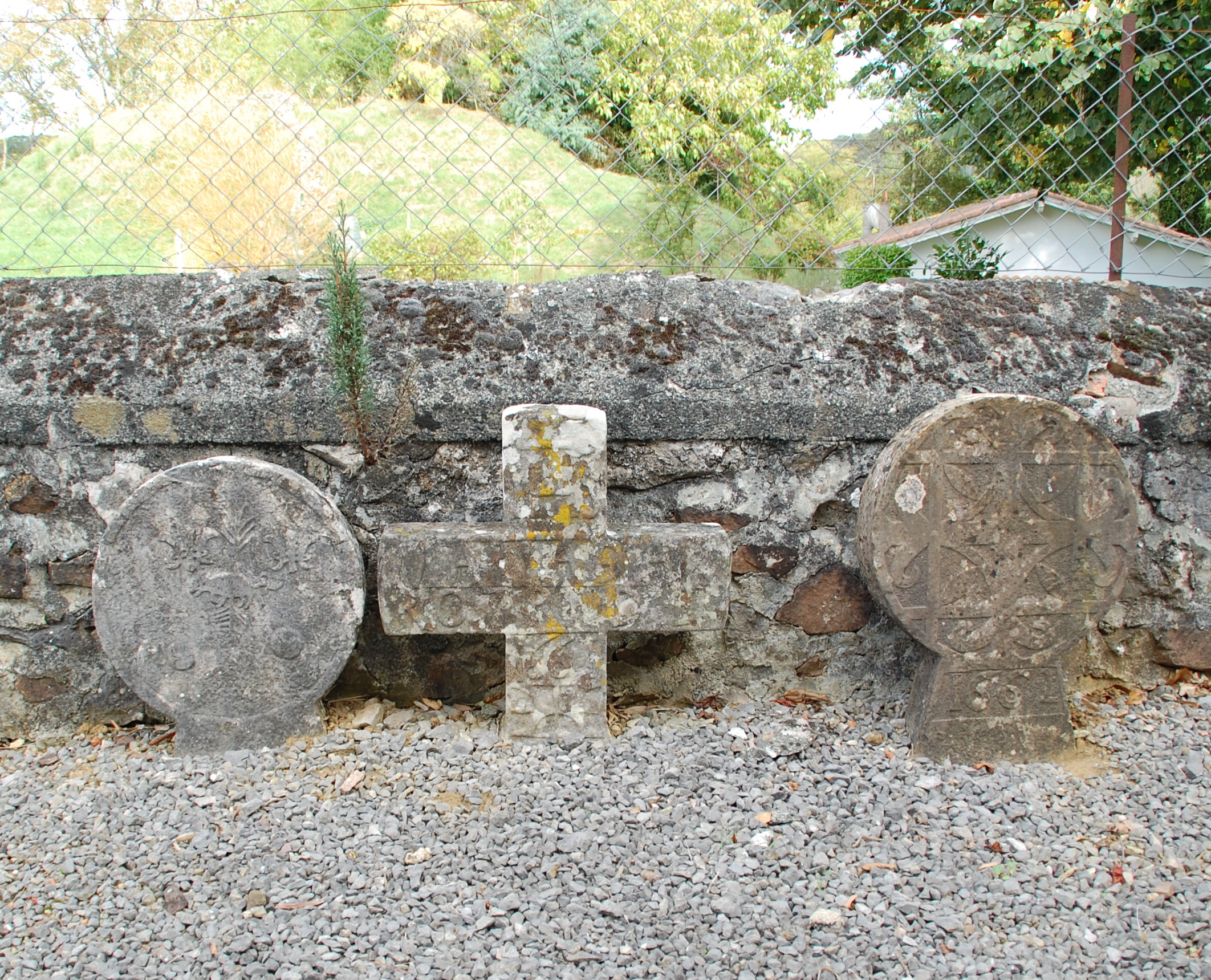
Баскские стелы
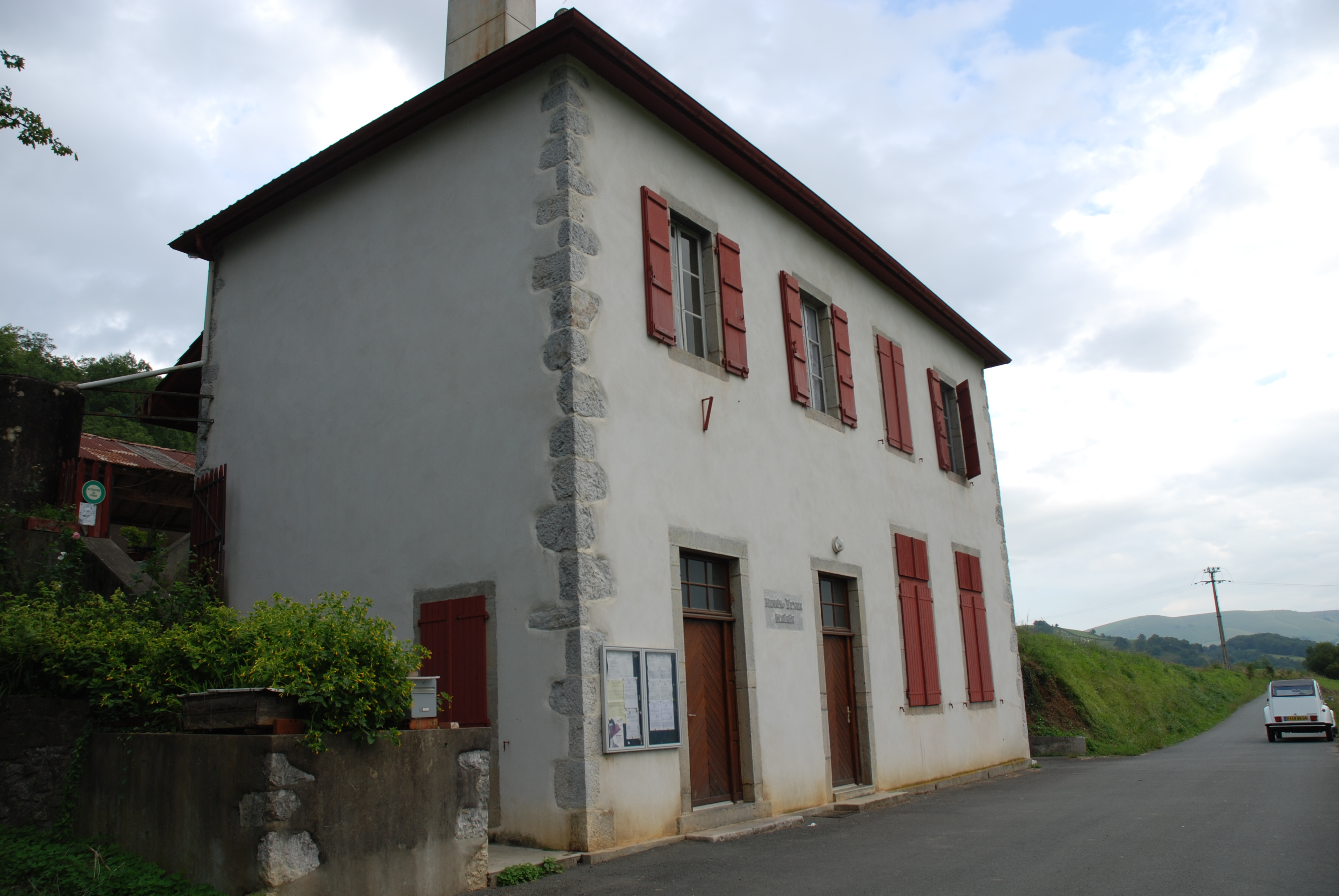
Мэрия